# Liste der Pröpste des Aachener Marienstifts
In der Liste der Pröpste des Aachener Marienstiftes werden die bisher bekannten Pröpste des Marienstiftes Aachen mit ihrer jeweiligen Amtszeit aufgeführt. Bis 972 wurden sie noch als Abt bezeichnet, speziell die Namen ab dem Ende des achten Jahrhunderts aus der Anfangszeit des Kollegiatstiftes sind derzeit nicht bekannt. Falls bekannt, sind noch weitere Ämter genannt.
- Folcher (887) (Abt)
- Brun (966) (Abt)
- Thietmar (–1003)
- Theoderich (–1046)
- Altmann (vor 1056–1065)
- Rupert (1072)
- Konrad (1076)
- Wezelo (1080?–1084)
- Bernhard (1091)
- Gottschalk (1098–1106?)
- Adalbert von Saarbrücken (1108–1110/1111)
- Arnold (1112–1122)
- Hugo von Sponheim (1129–1137): Erzbischof von Köln (1137)
- Arnold von Selenhofen (1138–1153)
- Albert von Sponheim (1153–1158)
- Heribert (1159–1163)
- Otto von Andechs (1164–1166, 1174–1177)
- Arnold (1167)
- Albert (1169/1170)
- Arnold (1170/1173)
- Gottfried von Spitzenberg-Helfenstein (1180–1185/1186?)
- Philipp von Schwaben (1189–1190, 1192–1193): Bischof von Würzburg (1190–1191), Markgraf von Tuszien (1195–1197), Herzog von Schwaben (1196–1208), römisch-deutscher König (1198–1208)
- Heinrich von Maastricht (1191): Propst zu Maastricht, Bischof von Worms (1192–1195)
- Konrad von Querfurt (1194): Bischof von Hildesheim (1194–1199), Bischof von Würzburg (1198–1202), Reichskanzler (1194–1200).
- Wilhelm von Querfurt (1197–1213), (fraglich: Bruno von Sayn (1198–1204))
- Engelbert von Berg (vor 1216 – Anfang 1218): Erzbischof von Köln (1216–1225), Reichsprovisor (1220–1225)
- Otto von Everstein (1218–1238, 1242?/1243–1270), Propst in Maastricht[1]
- Heinrich Münch von Bilversheim (1239–1242)
- Walram von Jülich (1273–1291): Graf von Jülich (1278–1297)
- Heinrich von Klingenberg (1292–1293)
- Wikbold von Holte (1294–1297)
- Gerhard von Nassau (1298–1312)
- Werner von Tomberg (1313)
- Heinrich von Sponheim (1314–1343)
- [Hugo, Kardinalpriester tit. San Laurentii in Damaso wurde 1343 wohl durch den Papst ernannt, bis 1350 ließ sich allerdings wohl keine Einigung über die Einsetzung mit den seit etwa diesem Zeitpunkt zur Einsetzung berechtigten Grafen von Jülich und deren Parteigängern erzielen.]
- Gerhard von Virneburg (1350–1355)
- Wilhelm von Wied (1360–1410)
- Johann von Loen-Heinsberg (1411): Bischof von Lüttich (1419–1455)
- Johann von Büren (1420–1422)
- Gerhard von Berg (1429–1435)
- Gerhard von Sayn (1435–1452); resigniert, gestorben als Graf Gerhard II. von Sayn († 1493)[2]
- Friedrich von Neuenahr-Alpen (1452–1459);[2] resigniert
- Johann von Neuenahr (1460–1466)
- Reiner von Palant (1467–1474)
- Hermann Landgraf von Hessen (1474–1508)
- Heinrich Pfalzgraf bei Rhein (1508–1541)
- Johann von Vlatten (1541–1562): Diplomat, Kanzler am Hof des Herzogtums Jülich-Kleve-Berg (1554–1562)
- Heinrich von Vlatten (1563–1625)
- Karl von Metternich (1626–1636)
- Johann von Eynatten (1636–1653)
- Franz Egon Graf von Fürstenberg (1653–1663)
- Franz Gobert Graf von Aspremont-Lynden und Reckheim (1663–1681)
- Peter Dionys von Goer (1681–1706)
- Friedrich Philipp Ambrosius Graf von Schellart (1707–1721)
- Franz Joseph von Manderscheid-Blankenheim-Gerolstein (1721–1773)
- Clemens Vinzenz Franz Johann Nikolaus Ffhr. von der Heyden genannt von Belderbusch (1773–1794)